# 山頂警署
山頂分區警署（英語：Peak Divisional Police Station）又稱山頂警署，是香港警務處香港島總區中區警區山頂分區的警署，位於香港香港島太平山山頂道92號，歌賦山和奇力山之間，鄰近歌賦山道。該警署建於1886年，是香港現存歷史最悠久的警署，其主樓、僕人房及廚房、營房及舊囚室被古物諮詢委員會評定為香港三級歷史建築。

## 歷史
現存的山頂警署位於今山頂道，建於1886年，以取代原來位於爐峰峽、建於1869年的舊山頂警署，又名「六號差館」。當時摩羅差、山東差和英籍警官都在警署內的宿舍居住。
香港保衛戰前，該處曾用作防空庇護站。香港日治時期，該處曾被日軍佔用。至1949年，山頂警署再度重開。

## 建築
山頂警署是一組平頂的單層白色小平房，早期包括主樓、僕人房、廚房，營房及舊囚室在1920年代加建。
主樓外的空地佔地2,000平方呎，可俯瞰香港島南區的景色。1953年，山東差徐鳳翔採用磚、泥、水泥、陶質材料建成一座佔地28平方呎的山頂模型（一說為該署警員合力製成），以便市民報案時指出事發位置，警方亦歡迎市民、遊客參觀，但須預約。

## 事件
1954年2月24日，休班山東差蔡念本在警署範圍內中槍身亡，當時正在當值的另一山東差黃東仁後被控謀殺。

## 軼事
香港電台電視節目《國安法事件簿2》也是在此處取景拍攝。

## 相關參見
- 差館
- 警區